# Monoisotopisk grundstof
 Ikke at forveksle med mononuklidisk grundstof.
Et monoisotopisk grundstof er et af de 26 kemiske grundstoffer, som kun har en enkelt stabil isotop (nuklid).
Stabilitet defineres eksperimentelt for grundstoffer, da der er et antal stabile nuklider med atomnumre på mere end ~40, som er teoretisk ustabile men tilsyneladende har så lang halveringstid at de hverken direkte eller indirekte har kunnet observeres henfald.
Monoisotopiske grundstoffer er karakteriserede (med en enkelt undtagelse) ved et ulige antal protoner (ulige Z), og lige antal neutrons. På grund af energiforstærkningen fra atomparrings-effekter bevirker det ulige antal protoner at der opstår ustabilitet i isotoper med et ulige Z, hvilket i tungere grundstoffer kræver at fuldstændigt parret neutronsæt til at modvirke denne tendens til stabilitet. De fire stabile nuklider med ulige Z og ulige neutronantal er hydrogen-2, lithium-6, bor-10 og nitrogen-14.
Den eneste mononuklidiske undtagelse fra reglen om ulige Z er beryllium, som har 4 protoner og 5 neutroner. Dette grundstof forhindres i at have et lige antal neutroner og protoner (4 af hver) på grund af ustabilitet henimod dobbelt-alfahenfald, som foretrækkes pga. den ekstremt stramme binding af helium-4-kerner. Det forhindres i at have en stabil isotop med 4 protoner og 6 neutroner på grund af et meget stort misforhold i proton/neutron-forhold for så let et grundstof. På trods af dette har beryllium-10 en halveringstid på 1,36 millioner år, hvilket er for kort til at kunne være et urgrundstof, men stadig indikerer en usædvanlig stabilitet for et let isotop med en sådan ubalance.
| Kemi | Spire Denne artikel om kemi er en spire som bør udbygges. Du er velkommen til at hjælpe Wikipedia ved at udvide den. |